# Gandalf Airlines

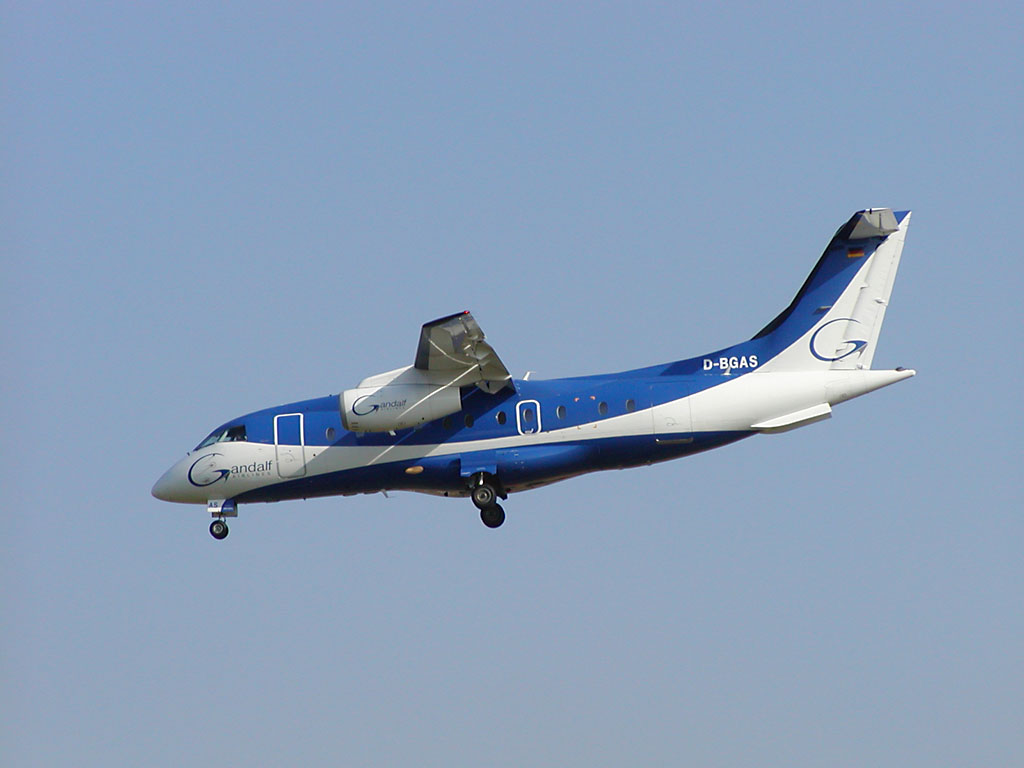
Un Dornier 328 de Gandalf Airlines

Gandalf Airlines (IATA: G7, OACI: GNF, Indicativo: Gandalf) fue una aerolínea regional con base en el Aeropuerto Internacional de Orio al Serio cerca de Bérgamo (Italia). Operó una flota de aeronaves Dornier 328, en sus versiones jet y a turbopropulsión, a varios destinos europeos: Barcelona, Bari, Brescia, Catania, Florencia, Madrid, Milán, París (Charles de Gaulle), París (Orly), Pisa, Roma, Stuttgart y Verona. Gandalf también tuvo un acuerdo con Air France para conectar sus vuelos a los vuelos internacionales de Air France en el Aeropuerto Charles de Gaulle. 
En noviembre de 2003, Gandalf Airlines había suspendido la mayor parte de sus rutas debido a dificultades financieras. En febrero de 2004 entró en quiebra, suspendiendo la totalidad de sus operaciones. Finalmente, en abril de 2004, Alitalia absorbió la aerolínea en proceso de liquidación para obtener derechos de aterrizaje en varios aeropuertos europeos, especialmente en el Aeropuerto de Milán-Linate y el Aeropuerto Charles de Gaulle de París.
- Datos: Q2530650
- Multimedia: Gandalf Airlines / Q2530650